# Жарнел Г'юз
Жарнел Г'юз (англ. Zharnel Hughes; нар. 13 липня 1995) — британський легкоатлет ангільського походження, який спеціалізується в бігу на короткі дистанції.

## Спортивні досягнення
Срібний (2019) та бронзовий (2022) призер чемпіонатів світу в естафетному бігу 4×100 метрів.
Брав участь в Олімпійських іграх-2021 у бігу на 100 метрів та в естафетному бігу 4×100 метрів. У фіналі стометрівки був дискваліфікований за фальстарт. В естафеті британська команда, за яку виступав Г'юз, первісно посіла друге місце. Проте, згодом британці були позбавлені нагород через дискваліфікацію одного з членів естафетного квартету (Чиджинду Уджа) за порушення антидопінгових правил.
Чемпіон Європи у бігу на 100 метрів (2018), 200 метрів (2022) та в естафетному бігу 4×100 метрів (2018, 2022). Срібний призер чемпіонатів Європи з бігу на 100 метрв (2022).
Дворазовий чемпіон Ігор Співдружності в естафетному бігу 4×100 метрів (2018, 2022).
Срібний призер Ігор Співдружності у бігу на 200 метрів (2022).
Чемпіон Великої Британії у бігу на 200 метрів (2015).
Рекордсмен Європи (разом із Адамом Джемілі, Річардом Кілті та Нетаніелом Мітчеллом-Блейком) в естафетному бігу 4×100 метрів (37,36; 2019)